# Fußgängerbrücke
Eine Fußgängerbrücke, auch Fußgängerüberführung, Passerelle, Laufbrücke oder als geschlossene Konstruktion Skyway genannt, führt Gehwege über Gewässer, Verkehrsanlagen oder Täler. Sie können aus verschiedenen Baumaterialien errichtet sein. Es gibt sie als statische Brücken ebenso wie als bewegliche Konstruktionen (zum Beispiel Klapp-, Dreh- oder Hubbrücken). Die Abmessungen reichen von wenigen Metern bis hin zu mehreren hundert Metern Spannweite. Aufgrund der geringen Lasten und der meist geringen Spannweiten ist oft eine hohe Gestaltungsfreiheit beim Entwurf von Fußgängerbrücken gegeben.

## Verkehrssicherheit und Verkehrsplanung

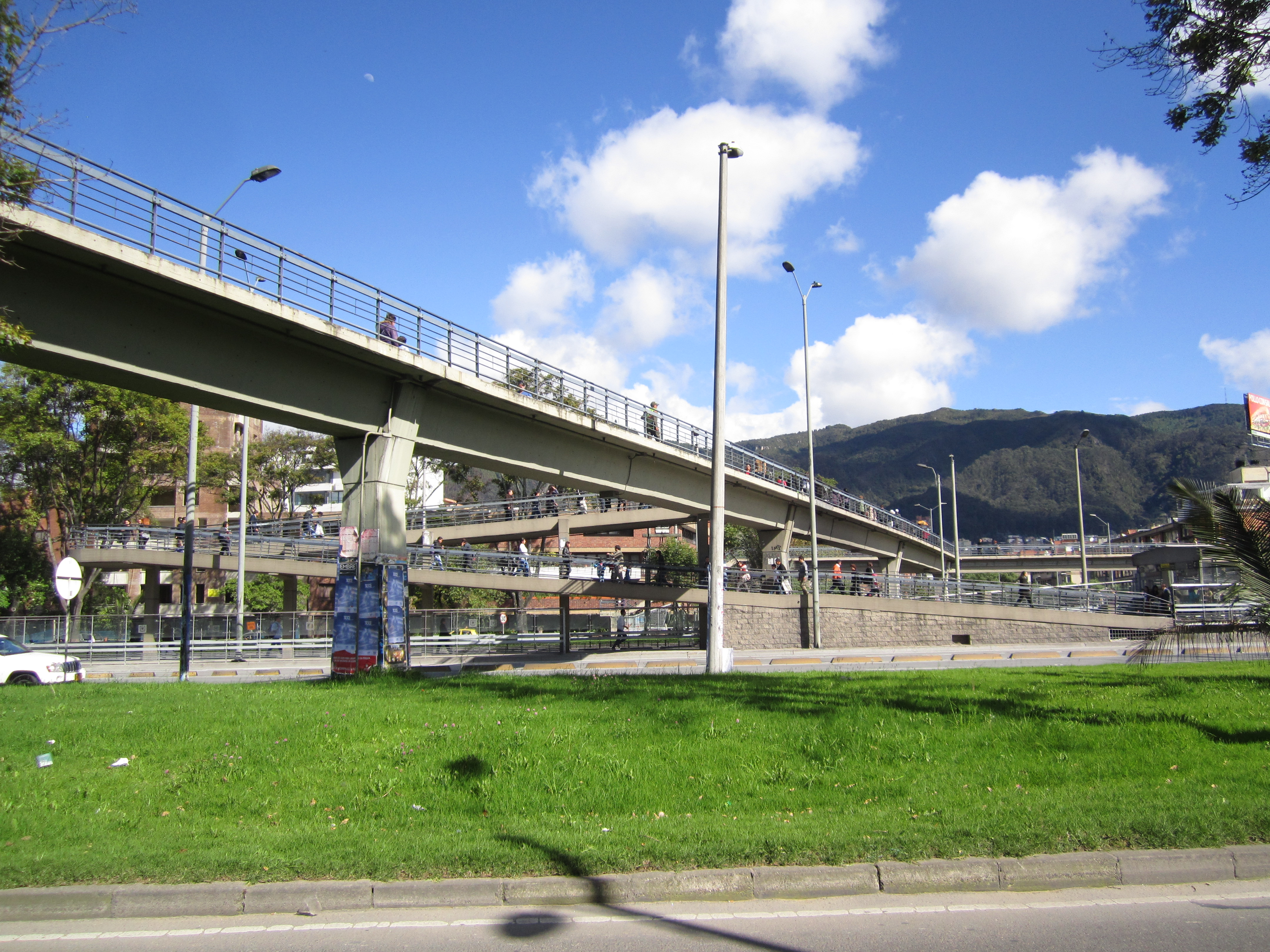
Fußgängerbrücke in Bogotá

Aus der Sicht der Verkehrssicherheit und der Verkehrsplanung dienen Fußgängerbrücken auch der Trennung unterschiedlicher Verkehrsströme, wie sie sich aus dem Kraftfahrzeugverkehr, dem Schienenverkehr und dem Fußgängerverkehr ergeben. Fußgängerbrücken erlauben Kraft- und Schienenfahrzeugen ein reibungsloses Verkehren und schützen Fußgänger beim Überqueren von Straßen und Gleisanlagen. Wegen der kostenintensiven Bauweise finden sie sich vornehmlich an Stellen mit hohem Verkehrsaufkommen und großen Verkehrsgeschwindigkeiten wie an Durchfahrtsstraßen, Stadtautobahnen oder Bahnhöfen.
Fußgänger ziehen trotz des Sicherheitsgewinns teilweise die ebene Straßen- oder Schienenquerung (Fußgängerübergang, ‑weg) einer Über- oder Unterführung wegen der erforderlichen Umwege und des Höhenunterschieds vor. Deshalb werden an einigen Stellen weitere bauliche Maßnahmen wie Gitter, Zäune und andere Absperrungen eingesetzt.

## Beispiele

### Architektonisch herausragend
- Millennium Bridge in London – extrem flacher Aufbau einer Hängebrücke
- die sogenannte Pythonbrücke über das Spoorwegbassin in Amsterdam
- Hörnbrücke, eine Faltbrücke über die Hörn in Kiel
- The Rolling Bridge in London
- Helix-Brücke in Singapur in Form einer Doppelhelix
- Fußgängerbrücke am Torhausplatz in Kelheim
- Geumgang-Fußgängerbrücke in Sejong, mit einer Länge von 1446 m die längste Fußgängerbrücke in Südkorea. 1446 ist das Jahr, in dem Sejong der Große das koreanische Alphabet veröffentlicht hat. Die Brücke ist zweistöckig.

### Extreme Lage
- Eine Hängebrücke am Dachstein in Österreich (in der Nähe des Dachstein Skywalk) liegt auf 2700 m Seehöhe und verläuft bis zu 400 m über Grund. Eröffnet im Juli 2013 ist sie damit die höchstgelegene Hängebrücke Österreichs.[1]

### Extreme Länge
Siehe auch: Liste der längsten Fußgänger-Hängebrücken und Seilbrücken
- Eine der längsten Fußgängerhängebrücken der Erde ist die Dodhara Chandani Bridge in Nepal. Sie ist insgesamt 1452,96 m lang, weist aber nur 225,4 m als längste Stützweite auf.
- Die Dreiländerbrücke zwischen der deutschen Stadt Weil am Rhein und dem französischen Huningue ist mit einer Stützweite von 229,4 m in der Kategorie Bogenkonstruktion die längste Rad- und Fußgängerbrücke der Welt.
- Ab 2011/2012 war die 200,5 m lange Hängebrücke Holzgau im Tiroler Lechtal Österreichs längste Brücke dieser Art für Fußgänger.[2][3]
- Seit Juli 2010 gibt es im Erholungsgebiet Sattel-Hochstuckli in der Schweiz mit 374 m eine der längsten Hängebrücken Europas. Der Raiffeisen Skywalk liegt auf 1200 m ü. NHN und verbindet den Mostelberg mit dem Mäderenwald.[4]
- Im österreichischen Reutte war die highline179 mit einer Länge von 403 m – etwas schräg über das Tal – Europas längste Fußgänger-Seilhängebrücken vor der Ablösung durch die Charles Kuonen Hängebrücke. Die Brücke verbindet die Burg Ehrenberg und das Fort Claudia und ist rund um die Uhr begehbar. Um Überlastung vorzubeugen, ist der Zugang beidseits über zählende Drehkreuze auf die Tragfähigkeit von 500 Personen beschränkt.[5]
- Die Fußgänger-Hängebrücke Yume (Traum) von Kokonume in der japanischen Präfektur Ōita hat eine Spannweite von 390 m.
- Der am 1. Juli 2014 eröffnete Skypark AJ Hackett im russischen Sotschi verfügt über eine 439 m lange SkyBridge.
- Am 7. Mai 2017 eröffnete an der Rappbodetalsperre im Harz die Brücke Titan RT; das insgesamt 483 m lange Bauwerk hatte mit 458,5 m bis Juli 2017 das wohl längste freihängende Teilstück aller Fußgängerhängebrücken der Erde.[6]
- Die Charles Kuonen Hängebrücke in der Schweiz war ab Juli 2017 die Fußgängerhängebrücke mit dem längsten freihängenden Teilstück der Welt: 494 m. Jahrelang war der Europa-Weg zwischen Grächen und Zermatt nach einem Steinschlag unterbrochen.[7]
- Seit Mai 2021 ist die 516 Arouca in Portugal die zweitlängste Fußgänger-Hängebrücke der Welt.
- Die ca. 700 m lange Brücke der nationalen Einheit wurde 2024 eröffnet.

### Bilder

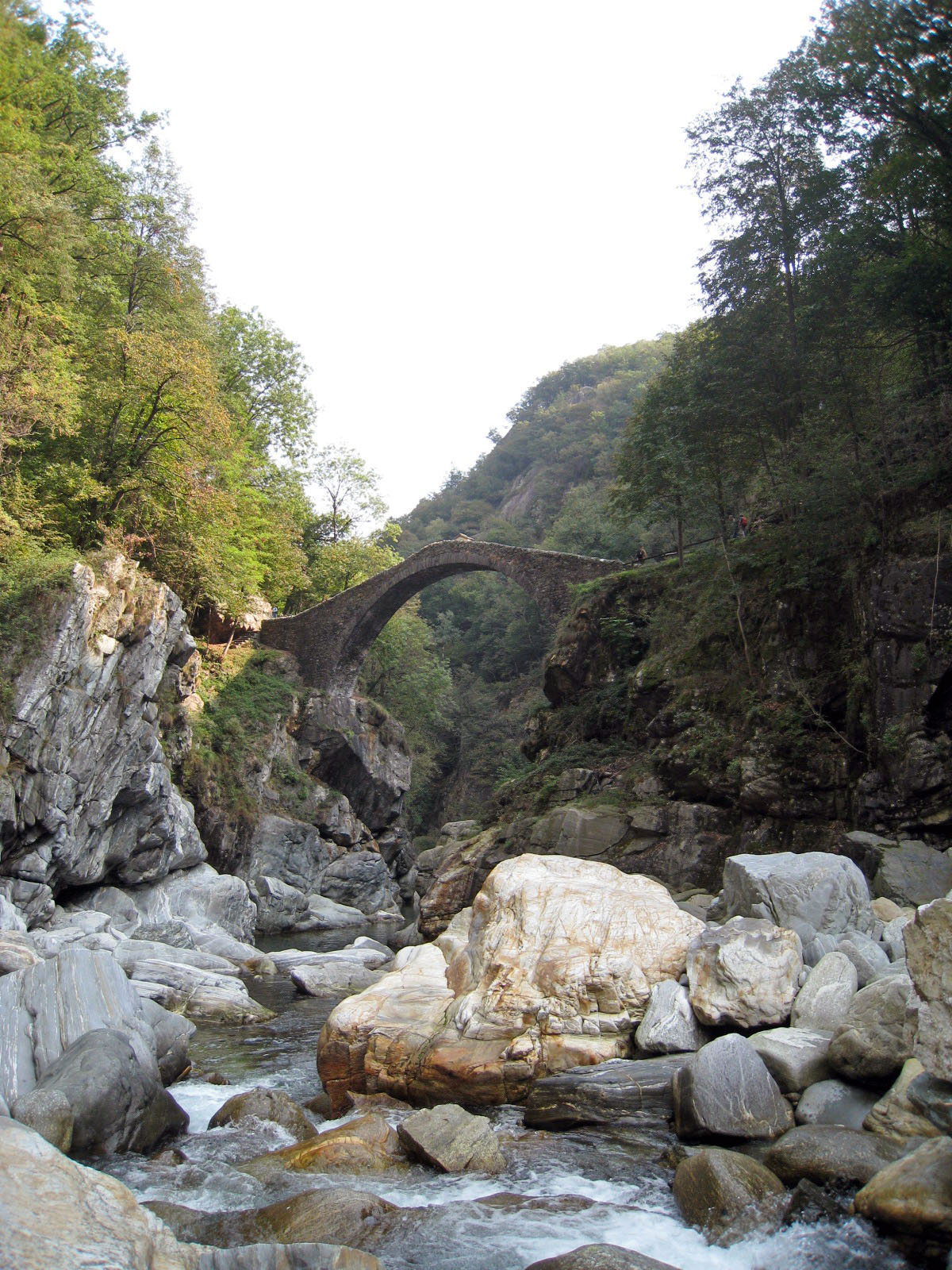
Fußgängerbrücke im Kanton Tessin
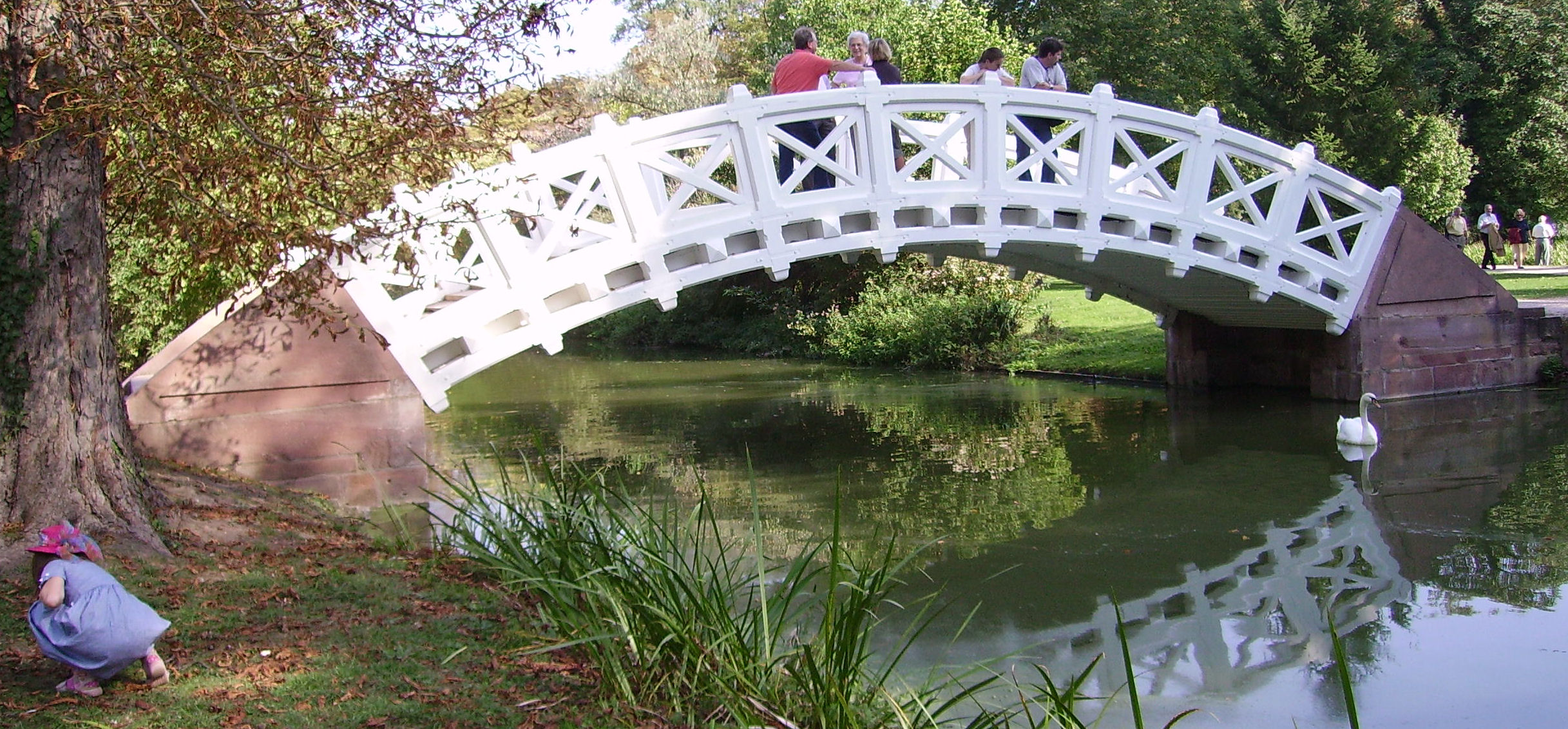
Lügenbrücke in Schwetzingen
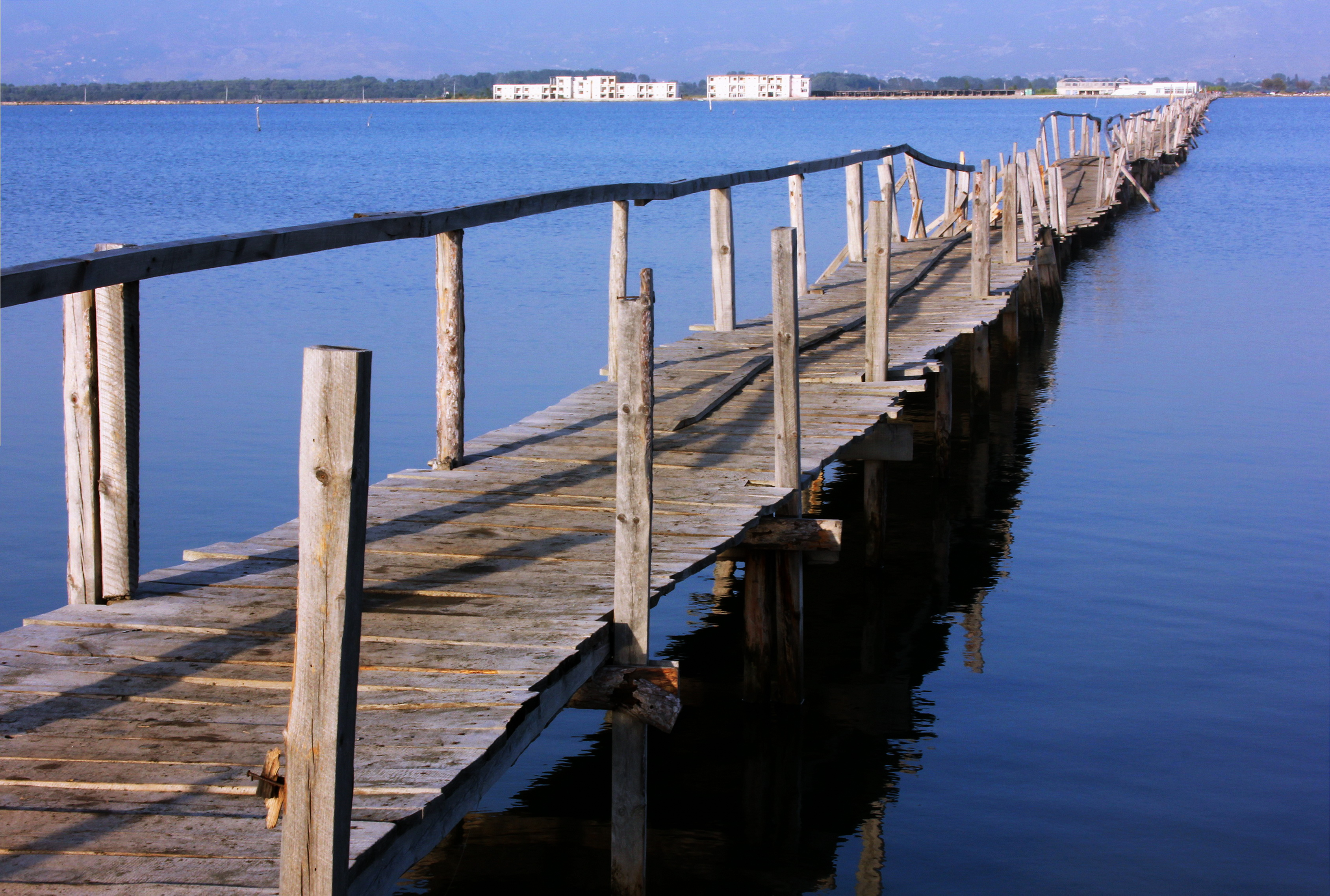
900 m lange Fußgängerbrücke in Patok, Albanien
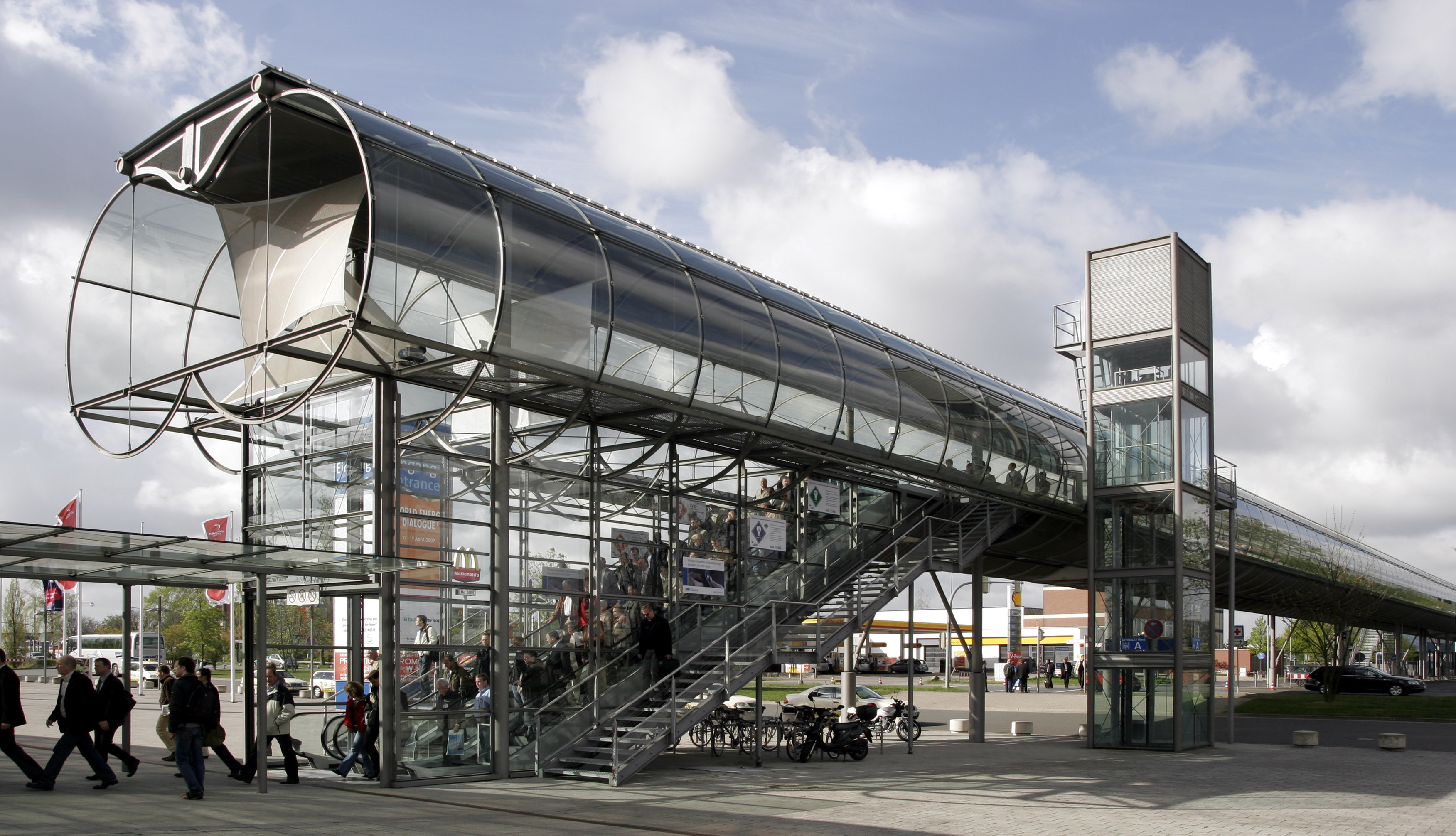
Fußgängerbrücke mit Fahrsteig am Messegelände in Hannover
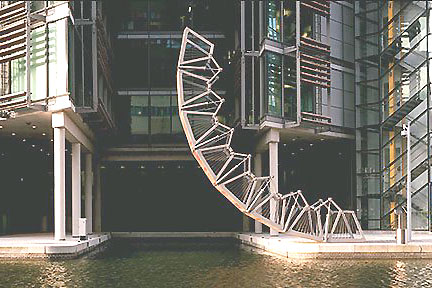
The Rolling Bridge, Beispiel einer aufwendigen Fußgängerbrücke in England
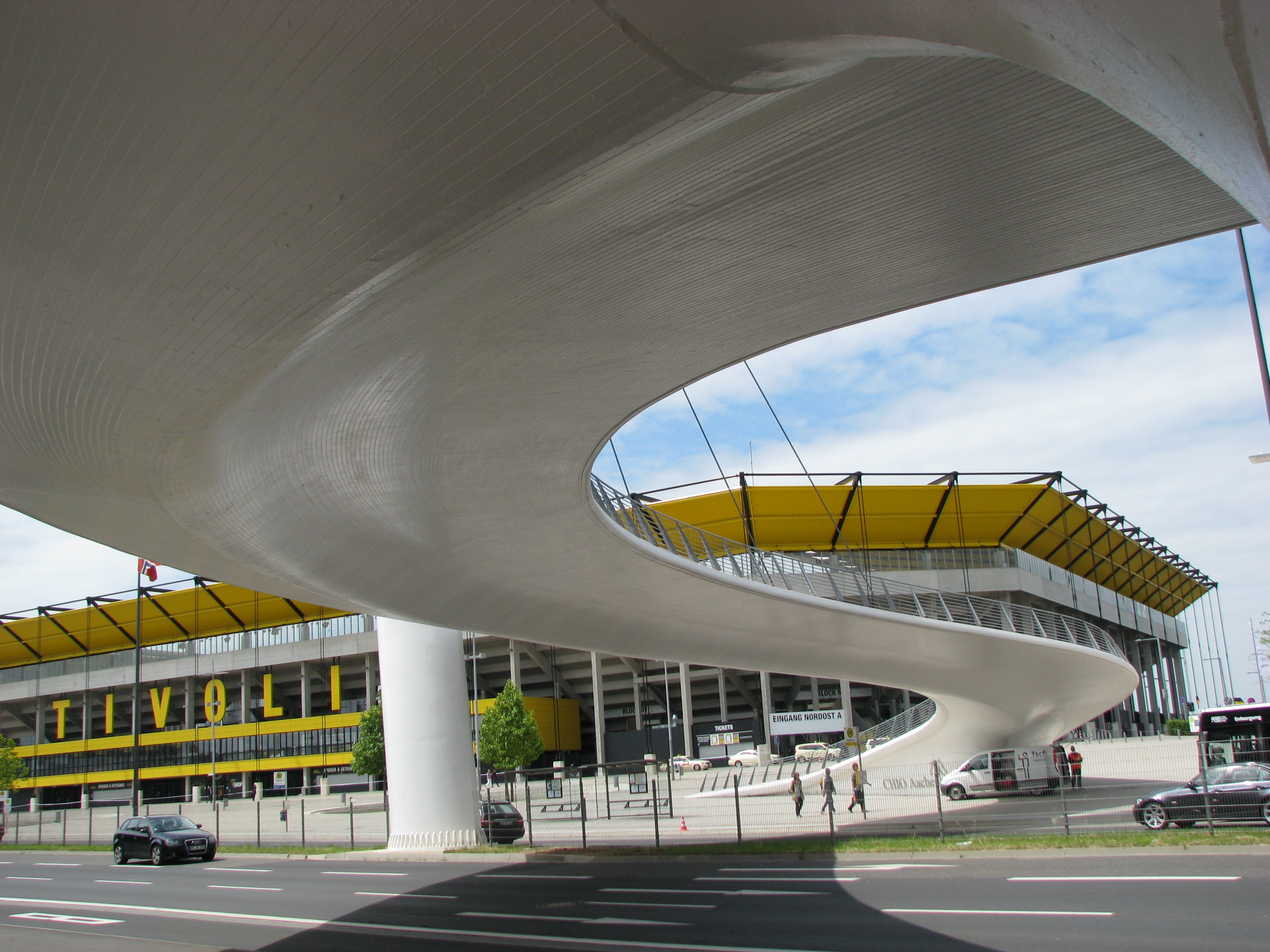
CHIO-Brücke in Aachen
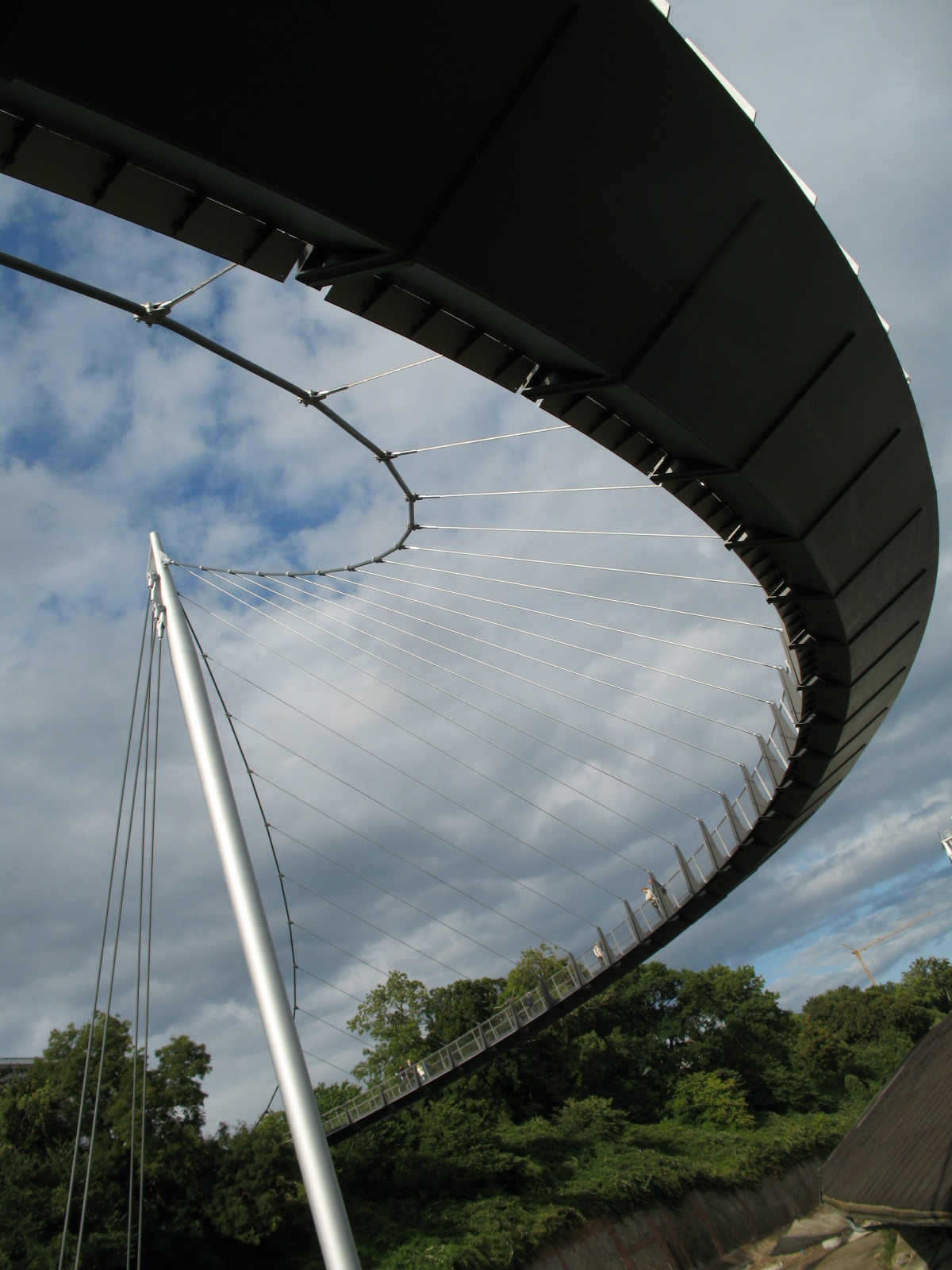
Hängebrücke zum Stadthafen Sassnitz